# Anatoli Wassiljewitsch Firsow
Anatoli Wassiljewitsch Firsow (russisch Анатолий Васильевич Фирсов; * 1. Februar 1941 in Moskau; † 24. Juli 2000 ebenda) war ein russisch-sowjetischer Eishockeyspieler und Mitglied der IIHF Hall of Fame. Er gewann zahlreiche nationale Titel mit dem HK ZSKA Moskau und war zwischen 1962 und 1972 Mitglied der sowjetischen Nationalmannschaft. Mit dieser gewann er drei Goldmedaillen bei Olympischen Winterspielen sowie acht Goldmedaillen bei Weltmeisterschaften. Darüber hinaus gewann er viermal die Topscorer-Wertung der Weltmeisterschaft und wurde dreimal als Bester Stürmer ausgezeichnet.

## Karriere
Firsov wuchs mit zwei Geschwistern in Moskau auf. Als Firsov einen Monat alt war, starb sein Vater an der Front des Zweiten Weltkriegs und wuchs daher bei seiner alleinerziehenden Mutter auf. Zunächst spielte Firsov im Winter Bandy, was zu dieser Zeit in der Sowjetunion beliebter war als Eishockey, und im Sommer Fußball. Aufgrund des Geldmangels der Familie musste Firsow seine eigenen Stöcke und Schlittschuhe herstellen. Trotz dieser Rückschläge galt Firsow als Nachwuchstalent, der sich gegen deutlich ältere Spieler durchsetzen konnte. Erst als er etwa 15 Jahre alt war, lernte er den Eishockeysport kennen. Zunächst spielte Firsow für die Nachwuchsmannschaften der Fabrik Krasny Oktjabr (Roter Oktober), ehe er zu 1958 zum HK Spartak Moskau wechselte. Im Alter von 17 Jahren gab Firsow sein Debüt in der UdSSR-Meisterschaft für Spartak Moskau.
Während der Saison 1961/62 wechselte er zum HK ZSKA Moskau, um eine bessere Chance zu haben, für die sowjetische Nationalmannschaft nominiert zu werden. In seinem ersten Spiel für den neuen Verein erzielte Firsow zwei Tore gegen Dinamo Riga. Unter Cheftrainer Anatoli Tarassow steigerte er seine körperliche Fitness deutlich. Beim ZSKA spielte Firsow als linker Flügelspieler, zunächst mit Leonid Wolkow und Walentin Senjuschkin in einer Reihe. Später formte Tarassow die Angriffsreihe mit Firsow und den damals noch sehr jungen Wladimir Wikulow und Wiktor Polupanow. Diese Troika gehörte fünf Jahre lang zu den torgefährlichsten Angriffsreihen der sowjetischen Liga, ehe Polupanow den ZSKA aufgrund mehrerer Regelverstöße verlassen musste. In den letzten zwei Jahren seiner Karriere spielte er beim ZSKA und in der Nationalmannschaft als linker „Mittelfeldspieler“ in einem Spielsystem mit nur einem Verteidiger, zwei Mittelfeldspielern und zwei Stürmern, dass von Tarassow eingeführt wurde. Waleri Charlamow, der in diesem „System“ als rechter Stürmer agierte, betrachtete Firsow als seinen Mentor im Eishockey.
Mit dem ZSKA gewann er neunmal die sowjetische Meisterschaft. In insgesamt 474 Spielen erzielte Firsow 344 Tore.
1973 beschloss er, seine Spielerkarriere zu beenden.

### International
Von 1962 bis 1972 spielte Firsow für die sowjetische Nationalmannschaft und gewann mit dieser bei den Olympischen Spielen 1964, 1968 und 1972 die Goldmedaille. Er war Topscorer des olympischen Turniers in Grenoble, bei dem er 12 Tore und 4 Assists (16 Punkte) in 7 Spielen erreichte. Insgesamt gewann er achtmal die Weltmeisterschaft und wurde 1967, 1968 und 1971 als Bester Stürmer des Turniers ausgezeichnet. Von 1967 bis 1971 wurde er jeweils in das All-Star-Team der Weltmeisterschaft gewählt.
1964 wurde er als Verdienter Meister des Sports der UdSSR ausgezeichnet.
1998 wurde er mit der Aufnahme in die IIHF Hall of Fame geehrt.

### Als Trainer und Funktionär
Im Jahr 1972, als er noch für ZSKA Moskau spielte, begann Firsow als Co-Trainer für den Armeesportklub zu arbeiten. Zwischen 1976 und 1977 war er Cheftrainer der sowjetischen U18-Juniorennationalmannschaft, die bei der U18-Junioreneuropameisterschaft 1977 die Bronzemedaille gewann. Von 1977 bis 1980 war er Cheftrainer bei Legia Warschau und anschließend, bis zu seinem Tod, arbeitete er als Nachwuchstrainer. 1989 wurde Firsow in den Volksdeputiertenkongress gewählt und setzte sich die Verbesserung der Gesundheitsbedingungen und der Sportanlagen ein.
Nach dem Tod seiner Ehefrau im April 2000 erlitt einen Firsow einen ersten Herzinfarkt. Er starb am 24. Juli 2000 nach einem zweiten Herzinfarkt und wurde in Chimki auf dem Staroschodnenskoje-Friedhof beigesetzt.

## Erfolge und Auszeichnungen

### Orden und Ehrungen
- 1964 Verdienter Meister des Sports der UdSSR
- 1965 Ehrenzeichen der Sowjetunion
- 1968 Ehrenzeichen der Sowjetunion
- 1972 Orden des Roten Banners der Arbeit
- 1970 Jubiläumsmedaille „Zum Gedenken an den 100. Geburtstag von Wladimir Iljitsch Lenin“
- 1998 Aufnahme in die IIHF Hall of Fame

### Sowjetunion
- Sowjetischer Meister: 1963, 1964, 1965, 1966, 1968, 1970, 1971, 1972, 1973
- Sowjetischer Vizemeister: 1967, 1969
- Sowjetischer Pokalsieger: 1966, 1967, 1968, 1969, 1973
- Europapokalsieger: 1969, 1970, 1971, 1972, 1973, 1974
- Spieler des Jahres der sowjetischen Liga: 1968, 1969, 1971
- Topscorer und bester Torschütze der sowjetischen Liga: 1966

### International
- 1964 Goldmedaille bei den Olympischen Winterspielen
  - Goldmedaille bei der Weltmeisterschaft
- 1965 Goldmedaille bei der Weltmeisterschaft
- 1966 Goldmedaille bei der Weltmeisterschaft
- 1967 Goldmedaille bei der Weltmeisterschaft
  - Bester Torschütze und Topscorer der Weltmeisterschaft
  - Bester Stürmer der Weltmeisterschaft
  - All-Star-Team der Weltmeisterschaft
- 1968 Goldmedaille bei den Olympischen Winterspielen
  - Goldmedaille bei der Weltmeisterschaft
  - Bester Torschütze und Topscorer der Weltmeisterschaft
  - Bester Stürmer der Weltmeisterschaft
  - All-Star-Team der Weltmeisterschaft
- 1969 Goldmedaille bei der Weltmeisterschaft
  - Bester Torschütze und Topscorer der Weltmeisterschaft
  - All-Star-Team der Weltmeisterschaft
- 1970 Goldmedaille bei der Weltmeisterschaft
  - All-Star-Team der Weltmeisterschaft
- 1971 Goldmedaille bei der Weltmeisterschaft
  - Bester Torschütze und Topscorer der Weltmeisterschaft
  - Bester Stürmer der Weltmeisterschaft
  - All-Star-Team der Weltmeisterschaft
- 1972 Goldmedaille bei den Olympischen Winterspielen

## Karrierestatistik
(Legende zur Spielerstatistik: Sp oder GP = absolvierte Spiele; T oder G = erzielte Tore; V oder A = erzielte Assists; Pkt oder Pts = erzielte Scorerpunkte; SM oder PIM = erhaltene Strafminuten; +/− = Plus/Minus-Bilanz; PP = erzielte Überzahltore; SH = erzielte Unterzahltore; GW = erzielte Siegtore; 1 Play-downs/Relegation; Kursiv: Statistik nicht vollständig)